# Ar 68 (航空機)

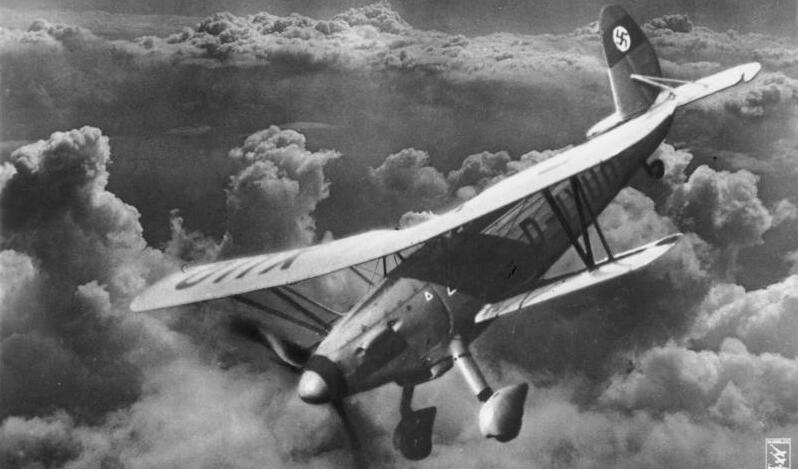
飛行中のAr68（1936年）。

アラド Ar 68 (Arado Ar 68) は第二次世界大戦前にドイツで生産された、複葉の戦闘機である。Ar 65の後継機といえる機体で、1934年に初飛行し1936年より部隊配備された。しかし程なくメッサーシュミットBf109が配備されたため、生産数は削減され前線にあった機体は後方任務に回されることとなった。ドイツ軍では練習機として1944年まで運用された。
スペイン内戦に投入されたが、ソ連製のI-16には性能面で劣った。また、一部の機体はフィンランド空軍に供与され、冬戦争に参加している。

## スペック
- 全長： 9.51 m[1]
- 全幅： 11.00 m[1]
- 全高： 3.30 m
- 翼面積： 27.3 m2
- 全備重量： 1,940 kg
- エンジン： ユンカース Jumo210Ea 液冷倒立V型12気筒 680 hp × 1
- 最大速度： 335 km/h[1]
- 実用上限高度： 8,100 m
- 航続距離: 499 km
- 武装
  - 7.92 mm機関銃 × 2[1]
- 乗員： 1名